# Сєверне сільське поселення (Сарапульський район)
Сє́верне сільське поселення — муніципальне утворення в складі Сарапульського району Удмуртії, Росія. Адміністративний центр — село Сєверний.
Населення становить 2163 особи (2019, 2146 у 2010, 2177 у 2002).

## Склад
До складу поселення входять такі населені пункти:
| Населений пункт     | Населення, осіб (2002) | Населення, осіб (2010) |
| ------------------- | ---------------------- | ---------------------- |
| Пастухово, присілок | 30                     | 82                     |
| Сєверний, село      | 2147                   | 2064                   |

В поселенні діють школа, садочок, бібліотека, клуб та фельдшерсько-акушерський пункт.